# Потыпкино (Ярославская область)
Потыпкино — деревня Октябрьского сельского округа в Октябрьском сельском поселении Рыбинского района Ярославской области .
Деревня расположена между берегом Волги и дорогой Р151 Ярославль—Рыбинск, на левом берегу безымянного левого притока реки Сонохта. Примерно в 1,5 км к югу от Потыкино, с противоположной южной стороны дороги — центр сельского поселения посёлок Октябрьский. Дороги к северу через Потыпкино и урочище Левино ведут к деревне Панфилки . 
На 1 января 2007 года в деревне числилось 8 постоянных жителей . Почтовое отделение, расположенное в посёлке Октябрьский, обслуживает в деревне 13 домов .

## Население
| 2007 | 2010 |
| ---- | ---- |
| 8    | ↘7   |